# 粵東話
粤東話是客家話舊時在廣東省西部的名稱；在廣西省也是如此，新民族群最早是稱呼自己的语言為“粤東話”，後來纔改叫艾話。

## 在兩廣的情形
黎話人和蔞話人以嶺南的百越族土著身份自居，認為客家人和廣府人是從廣東省東部遷來的新移民，所以把他們叫做“粤東人”，把他們的語言叫做“粤東話”。在廣東省西部地區，“客話”並非是指客家话，廣州話反而被稱為“客話”。從惠州府和福建省汀州府遷來的艾話人，後來被稱為新民，因原籍地在廣東省上郡諸府的惠州府、韶州府、潮州府、福建省汀州府，故稱上郡民系。從肈慶府遷來的客話人逐漸融入和同化了高州府、梧州府、亷州府的土著居民，形成下郡民系，俗謂地老；没有融入高梧亷土著的，則稱為廣府民系(中郡民系/廣肈民系)。

## 在福建的情形
福建省寧化縣遷往各地，常常以粤東人、廣東人自居，據説是因為他們的方言與相鄰的廣東省相近，倒是與本省的主流方言差别更大。唐末五代時期就有韓偓《過汀州》詩云：“地勢西連廣，方音北異閩”，説明寧化縣方言自古更為接近廣東。調查廣西境内一些客家家族的族譜，發現近半都記載祖籍福建省寧化縣，記載為祖籍廣東省的衹佔另外一半；這更證明了寧化縣外遷移民多以粤東人自居的事實。
寧化縣位於福建省西部，唐宋屬臨汀郡，明清屬汀州府，現在由三明市代管。居民以漢族為主體，方言屬客家系閩汀片。清代福建省學者蔡永兼認為，汀州寧化縣居民早在周朝時，已經作為閩地七族之一，是閩西一帶的土著的後裔。同一時期（清代）廣東省的學者徐旭曾指出，廣東省境内客家人也奉福建省寧化縣為祖籍地。这説明廣東省嘉應州、惠州府、韶州府的客家人跟廣西壯族自治區的新民族群一樣，多以福建省寧化縣為祖籍地。

## 在臺湾的情形
不僅在廣西、福建的寧化縣移民自稱粤東人，臺灣客家人在日治時期也多以粤東人身分登記。客家概念傳入臺灣非常晚，是在民國時期開始後；客家的説法更是遲至1990年代前後纔廣為台湾人接受和認可。與廣西客家不同的是，臺湾客家确實多數祖籍廣東省嘉應州、惠州府、潮州府，祖籍福建省汀州府、漳州府的客家人所佔比例較小。